# الإشعاع الموضعي للبروستاتا
العلاج الإشعاعي الموضعي هو نوع من العلاج الإشعاعي، أو العلاج الإشعاعي، يقدم لمرضى سرطان معينين. هناك نوعان من العلاج الإشعاعي الموضعي - معدل الجرعة المرتفع (HDR) ومعدل الجرعة المنخفض (LDR). العلاج الموضعي منخفض الجرعة هو النوع الأكثر استخدامًا لعلاج سرطان البروستاتا. قد يشار إليها أحيانًا باسم «زرع البذور» أو قد يطلق عليها أيضًا «جراحة الثقب».
في العلاج الموضعي منخفض الجرعة، يتم زرع جزيئات مشعة صغيرة الحجم من حبة الأرز (انظر الشكل 1) مباشرة في موقع الورم. تُعرف هذه الجسيمات باسم «البذور»، ويمكن إدراجها مرتبطة ببعضها البعض كخيوط، أو بشكل فردي. نظرًا لأن البذور يتم إدخالها أو غرسها مباشرة في الورم أو بالقرب منه، فإنها تقدم جرعات عالية من الإشعاع إلى الورم دون التأثير على الأنسجة السليمة الطبيعية المحيطة به. هذا يعني أن الإجراء أقل ضرراً من العلاج الإشعاعي التقليدي، حيث يتم تسليم الشعاع المشع من خارج الجسم ويجب أن يمر عبر الأنسجة الأخرى قبل الوصول إلى الورم.
بالإضافة إلى البذور، يتوفر مصدر جديد للإشعاع منخفض الجرعة مغلف بالبوليمر. تؤدي تركيبة البوليمر والتوزيع الإشعاعي الخطي لهذا المصدر إلى توزيع متجانس للجرعة.
الإشعاع المنخفض الجرعة للبروستاتا تم إثباته كعلاج للسرطان المتموضع في البروستاتا، عالي الخطورة منه والمنخفض. تحت التخدير العام، يتم حقن البذور المشعة من خلال الإبر الدقيقة مباشرة في البروستاتا، بحيث يمكن للعلاج الإشعاعي تدمير الخلايا السرطانية. يتم زرع البذور بشكل دائم، لذلك تظل في مكانها ولكنها تصبح غير نشطة تدريجيا لأن النشاط الإشعاعي يتحلل بشكل طبيعي وآمن مع مرور الوقت. على عكس الجراحة التقليدية، لا يتطلب العلاج الإشعاعي الموضعي منخفض الجرعة أي شقوق ويتم إجراؤه عادة كإجراء حالة يومي. في بعض الأحيان، يلزم الإقامة الفردية في المستشفى. عادة ما يتعافى المرضى بسرعة من العلاج، مما يعني أن معظم الرجال يمكنهم العودة إلى العمل أو ممارسة الأنشطة اليومية العادية في غضون بضعة أيام. كما هو موضح أدناه، يتميز العلاج أيضًا بانخفاض الأعراض الجانبية والمضاعفات كالسلس أو العجز الجنسي مقارنة بخيارات العلاج الأخرى، كما أصبح بديلاً شائعًا بشكل متزايد للجراحة الرئيسية (استئصال البروستاتا الجذري التقليدي أو استئصال البروستاتا الجذري بالمنظار).
تشمل النظائر المستخدمة اليود 125 (عمر النصف 59.4 يومًا) البلاديوم 103 (عمر النصف 17 يومًا) والسيزيوم 131 (عمر النصف 9.7 يومًا).

## العملية
عندما يتم تنفيذ الإشعاع الموضعي منخفض الجرعة للبروستاتا (زرع البذور أو مصدر البوليمر)، يتم إدخال مسبار الموجات فوق الصوتية في الممر الخلفي (المستقيم)، وتستخدم الصور من هذا المسبار لتقييم حجم وشكل غدة البروستاتا. يتم ذلك حتى يتمكن الطبيب من تحديد أفضل طريقة لتقديم جرعة الإشعاع المناسبة لكل مريض. ثم يتم إدراج البذور في المواقع المحددة المحددة في بداية الإجراء. يستغرق هذا عادةً ساعة إلى ساعتين. لا يوجد شق جراحي مطلوب؛ بدلاً من ذلك، يتم إدخال البذور المشعة في غدة البروستاتا باستخدام الإبر التي تمر عبر الجلد بين كيس الصفن والمستقيم (العجان) ويستخدم مسبار الموجات فوق الصوتية لإرشاد الإبر بدقة إلى وضعها النهائي. يتم وضع الإبر في المواضع المستهدفة ويتم وضع ما بين 70 و 150 بذرة في البروستاتا. ثم يتم إزالة الإبر. يوضح الشكل 2 الجهاز الذي يشبه الشبكة المستخدم لتوجيه الإبر إلى منطقة العجان؛ تستخدم الإحداثيات أو «الخريطة» لتحديد المواضع الدقيقة في البروستاتا حيث يتم وضع البذور. ويبين الشكل 3 كيف يتم وضع البذور لاستهداف الورم. يستخدم الطبيب صور الموجات فوق الصوتية والأشعة السينية للتأكد من أن البذور في المكان المناسب. يستخدم برنامج حاسوبي خاص للتأكد من أن غدة البروستاتا مغطاة بالكامل بالجرعة الصحيحة من الإشعاع (انظر الشكل 4) لضمان أن جميع الخلايا السرطانية الموجودة في البروستاتا قد تمت معالجتها بالكامل.
بعد وضعها في المكان الصحيح، تبدأ البذور أو المصادر إطلاق إشعاعاتها ببطء. وبمجرد أن تنشط البذور، يجب على المريض مراعاة بعض الاحتياطات الأساسية. يمكن للمريض السفر والاتصال مع البالغين، ولكن، خلال الشهرين التاليين لزراعة البذور، يجب ألا يكون الأطفال الصغار والنساء الحوامل على اتصال مباشر مع المريض لفترات طويلة - على سبيل المثال يجب ألا يجلس الأطفال على ركبة المريض لأي مدة زمنية. كما يمكن للمريض ممارسة الجنس من جديد في غضون أسابيع قليلة. في بعض الأحيان، يمكن طرد البذور في السائل المنوي عند القذف؛ إذا حدث ذلك، فعادةً ما يحدث ذلك في القذفات القليلة الأولى، لذا يُنصح باستخدام الواقي الذكري في أول وثاني ممارسة جنسية بعد العلاج.
يمكن للمرضى عادة العودة إلى الأنشطة العادية والعمل في غضون بضعة أيام. كما يمكن مراجعة الطبيب بعد أربعة إلى ستة أسابيع، ثم كل ثلاثة أشهر لمدة عام، كل ستة أشهر تصل إلى خمس سنوات، ثم سنويًا.

## دواعي العلاج بالإشعاع
ينصح العلاج الإشعاعي الموضعي للبروستاتا كعلاج لسرطان البروستاتا في مراحله المبكرة (مراحل السرطان T1 إلى T2)، والذي لم ينتشر بعد (سرطان متموضع). يستخدم الأطباء مجموعة من العوامل مثل مرحلة السرطان ودرجاته ومستوى PSA ودرجة غليسون واختبارات إفراغ تدفق / المثانة البولية لمساعدتهم على تقرير ما إذا كان المريض مناسبًا للعلاج الإشعاعي الموضعي منخفض الجرعة. يجب أن يسأل المريضُ طبيبه عن نتائج هذه الاختبارات المختلفة وكيف تؤثر على نوع العلاج الذي قد يتم تقديمه له. العلاج الإشعاعي الموضعي منخفض الجرعة مضافًا إلى العلاج الإشعاعي الخارجي يمكن أيضا أن يوصى به لمرضى السرطان في مراحل متقدمة وارتفاع مستوى PSA ودرجة غليسون.

## المخاطر والفوائد
منذ ظهوره في منتصف الثمانينات، أصبح العلاج الإشعاعي الموضعي للبروستاتا (زرع مصدر البذور أو البوليمر) خيارًا راسخًا لعلاج المرضى الذين يعانون من مرض موضعي مبكر. في الولايات المتحدة وحدها، يعالج أكثر من 50000 من مرضى سرطان البروستاتا المؤهلين سنويًا باستخدام هذه الطريقة. انتشر الوعي بهذا الاختيار من العلاج الآن إلى مناطق أخرى من العالم، وهناك استخدام واسع النطاق ومتزايد بسرعة لهذه التقنية. في المملكة المتحدة، يتم توفير العلاج الإشعاعي الموضعي للبروستات في غالبية مراكز السرطان وتم علاج الآلاف من المرضى.

### الفوائد السريرية
البروستاتا LDR البروستاتا (زرع البذور أو مصدر البوليمر) لوحده أثبت أنه فعال للغاية لعلاج سرطان البروستاتا المبكر. معدل البقاء على قيد الحياة مع عدم وجود زيادة في متوسط مستويات PSA بعد العلاج الموضعي LDR مشابه لتلك التي تحققت مع العلاج الإشعاعي الخارجي الشعاع واستئصال البروستاتا الجذري. ومع ذلك، فإن العلاج الإشعاعي الموضعي LDR يكون أقل عرضة لبعض المضاعفات المرتبطة بخيارات العلاج الأخرى هذه.

### الآثار الجانبية
العلاج الإشعاعي الموضعي منخض الجرعة هو علاج فعال للغاية لسرطان البروستاتا، يعود معه المرضى بسرعة إلى إنشطتهم الطبيعية. على الرغم من أن المرضى قد يعانون من مشاكل (سلس البول أو صعوبة في التبول) للأشهر الستة الأولى أو نحو ذلك بعد غرسهم، إلا أن هذه المشاكل عادة ما تكون مستقرّة ونادرة، تحدث فقط في حوالي 1-2% من المرضى. هذه المضاعفات تتضمن:
- المشاكل البولية التي قد تكون على شكل حصر بولي أو سلس بولي، خاصةً سلس الإجهاد أو سلس الإلحاح. وفق تحليل تم نشره عام 2002[17]، فإن عوارض تضيق مجرى البول أو حصر البول الذي احتاج إستئصال البروستات عبر الإحليل حصلت في 0 إلى 8.7% من المرضى. كما وجدة أن 19% من المرضى الذين لم يخضعوا لجراحة البروستات سابقاً طوروا سلس بولي بعد العلاج الإشعاعي. والنسبة مرتفعة بشكل ملحوظ (86%) في أولئك الذين خضعوا بالفعل لعمليات جراحية للبروستات سابقاً. سلس الإجهاد يحصل بسبب تضرر العاصرة البولية من الإشعاع. العلاج يتضمن تغييرات حياتية، تمارين كجل، تدريب المثانة، واستخدام الفوط الصحية. في الرجال الذين لا يستجيبون لهذه الخطوات قد يستفيدوا من الجراحة التي تتضمن زراعة المعلاق، أو زراعة مصرة بولية صناعية.
- مشاكل الأمعاء تحصل في أقل من 10% من المرضى، حيث تزيد لديهم مشاكل الجهاز الهضمي (إسهال، أو إلحاح للتغوط)، ولكن أيضاً تتحسن هذه العوارض مع الوقت دون علاج.[18] يعاني 0.5% إلى 21.4% من المرضى من التهاب المستقيم بسبب قرب البروستات من المستقيم، وقد يحصل ناسور في 1% إلى 2.4% من الحالات.
- العنانة (ضعف الانتصاب) هي مشكلة أخرى قد تواجه المرضى الذين يخضعون للعلاج الجراحي أو غير الجراحي للبروستات. تتراوح النسبة بين 25% و 50% من المرضى بعد العلاج الإشعاعي الموضعي للبروستات، وهي نسبة أقل من تلك في المرضى الذين يخضعون للعلاج بالإشعاع الخارجي.[19] خلال 3 سنوات، لا يتحسن الكثير من المرضى، وفي بعض الأحيان قد يسوء الوضع.[19] الخيارات العلاجية الموجودة تتضمن الأدوية (كالفياجرا أو السياليس)، الحقن في القضيب، مضخة العضو الذكري، أو البدلة القضيبية.[19]

في دراسة أجريت عام 2006 تبحث في نوعية حياة المرضى، أظهر العلاج الموضعي نتائج إيجابية مقارنة بخيارات العلاج الأخرى. يلخص الجدول 1 الآثار الجانبية الأكثر شيوعًا المرتبطة بكل شكل من أشكال العلاج وكيف يمكن أن تؤثر على تعافي المريض.